# M242 Bushmaster

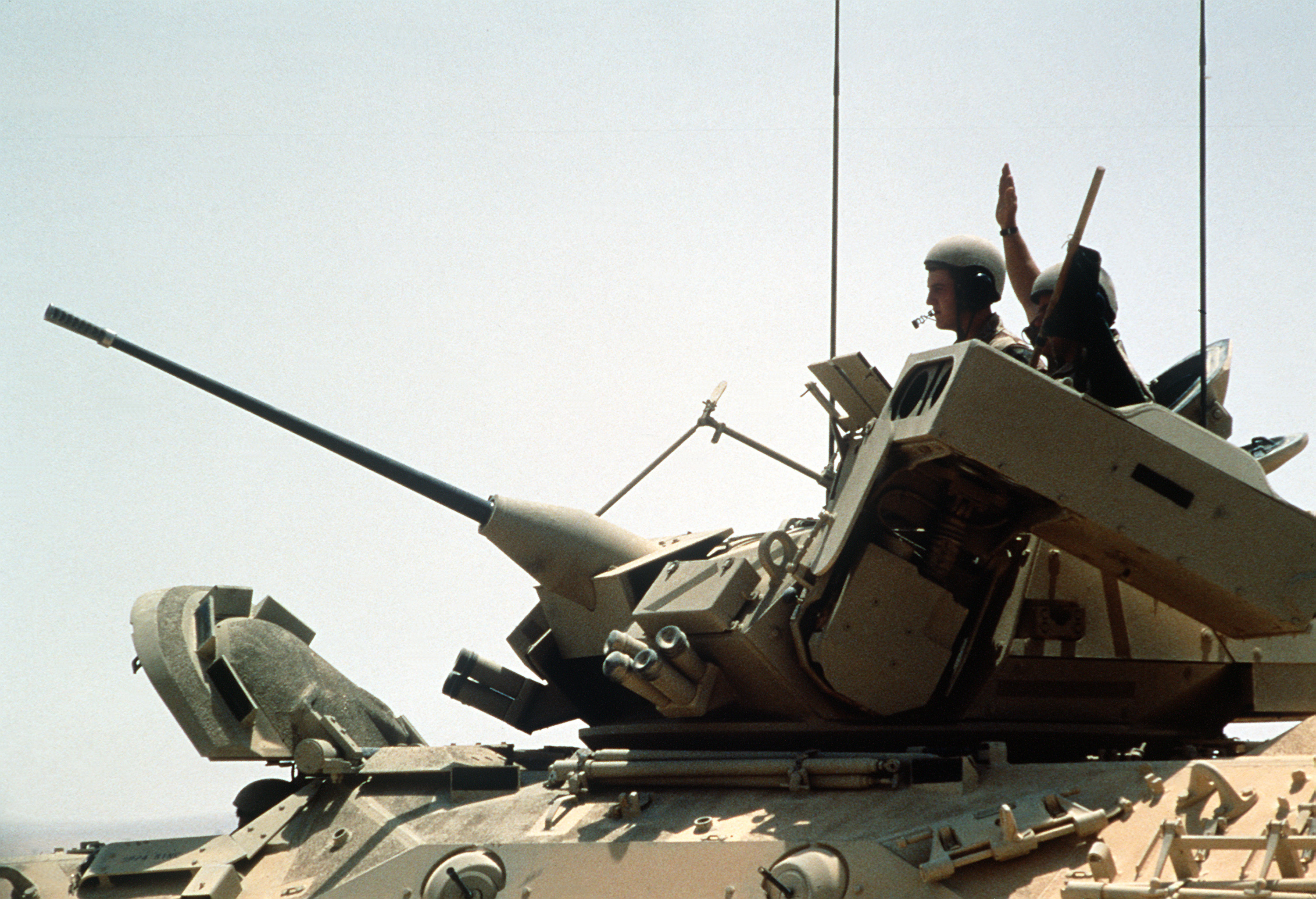
M242-Kanone am M2 Bradley

Die M242 Bushmaster ist eine elektrisch betriebene Maschinenkanone mit Kaliber 25 mm (25 × 137 mm). Die Waffe ist eine Maschinenkanone mit Doppelgurtzuführung. Sie wird vom US-amerikanischen Militär sowie von NATO- und weiteren Streitkräften verwendet, darunter denen der Schweiz. Die M242 wird vor allem gegen nicht- und leichtgepanzerte Fahrzeuge oder langsam fliegende Luftziele eingesetzt, kann aber auch befestigte feindliche Stellungen wirkungsvoll treffen. Die Standard-Feuerrate beträgt 200 Schuss/min, die Standard-Reichweite 2000 m.

## Entwicklung und Hersteller
Die Waffe wurde von 1972 bis 1973 von McDonnell Douglas entwickelt. Die erste Indienststellung erfolgte 1981. Hersteller war ursprünglich McDonnell Douglas, später wurde sie von Alliant Techsystems (ATK), heute Northrop Grumman Innovation Systems, gebaut. McDonnell Douglas besitzt jedoch noch immer die Namensrechte an der Bezeichnung „Chain Gun“.

## Einsatz

### Panzer

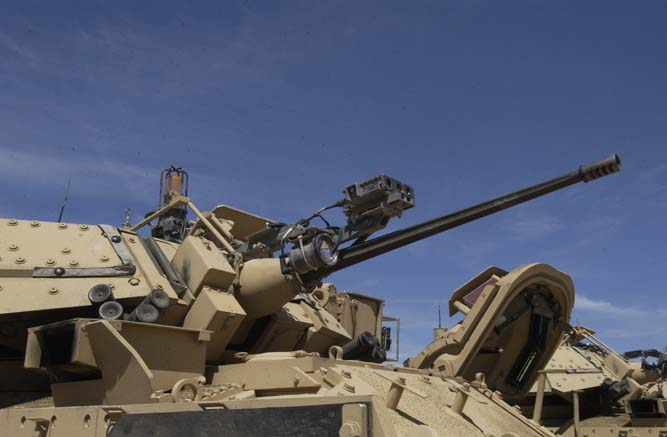
M242 mit MILES-System

Die M242 kommt standardmäßig in den Schützenpanzern M2 Bradley IFV und M3 Bradley CFV der US Army zum Einsatz, ebenso auf dem LAV-25 der US Marines und dem Bionix der Singapore Army.

### Schiffe

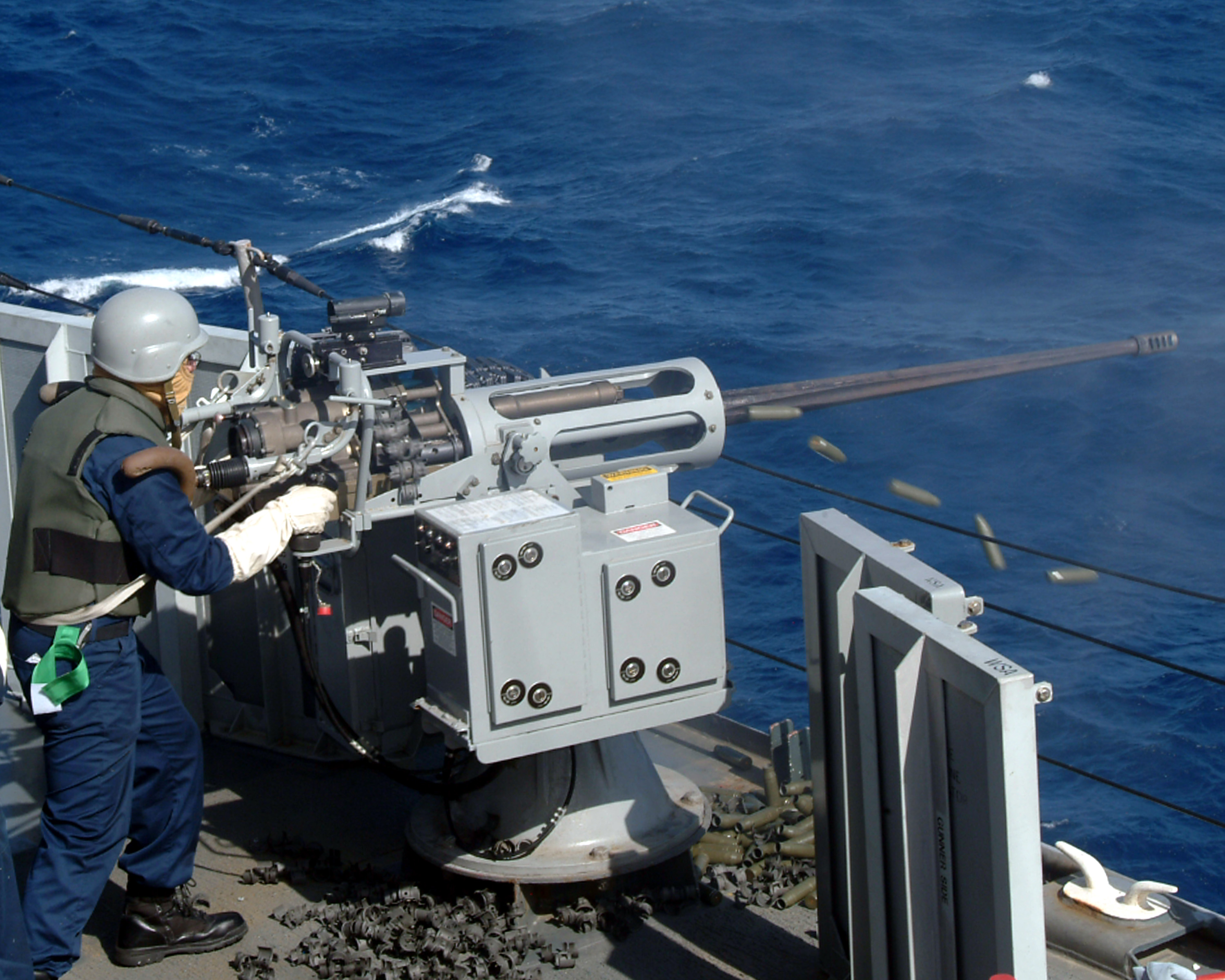
25-mm-Maschinenkanone Mk-38 an Bord der USS Fort McHenry (LSD-43)

Als Mk-38 (auch: Mark 38, englisch Mk-38 Machine Gun System) steht sie an Bord von Marineschiffen und kann dort sowohl defensiv als auch offensiv eingesetzt werden. Sie dient hauptsächlich zur Verteidigung gegen Oberflächenziele wie kleine Boote, Schwimmer, schwimmende Minen sowie gegen nicht- oder leichtgepanzerte Ziele an Land. Bei der US Navy wurde das System im Jahre 1986 eingeführt.
Das System besteht aus dem MK-88 Machine Gun Mount sowie der M242-Bushmaster-Maschinenkanone. Die Feuerrate ist mit 175 Schuss/min relativ hoch, die maximale Reichweite beträgt 2,5 km. Es wird von einem Schützen manuell bedient. Höhen- und Seitenbewegung erfolgen durch entsprechende Lageveränderung des Schützen.
Die Mk-38 wird durch das Phalanx CIWS in der Ausführung Block 1B ergänzt bzw. konkurriert mit diesem. Dieses CIWS kann durch einen Joystick manuell ebenfalls gegen Oberflächenziele gerichtet werden und verfügt mit seinem FLIR über Schlechtwetter- und Nachtsichtfähigkeit. Zudem muss sich der Schütze weder den Elementen noch feindlichem Feuer aussetzen. Das etwas kleinere Kaliber wird durch die höhere Kadenz kompensiert. Die Schiffe der amerikanischen Marine werden zurzeit mit dem Block 1B nachgerüstet.

### Hubschrauber / Flugzeuge
Die M242 Bushmaster kommt nicht in Flugzeugen oder Hubschraubern zum Einsatz. Ihre etwas größere Schwester, die M230 Chain Gun, dient als Geschütz am AH-64 Apache. Die Mk44 Bushmaster II war zeitweise für den Einsatz in der AC-130U Spooky II vorgesehen, wo sie die Gatling-Kanone und das 40-mm-Bofors-Geschütz ersetzen sollte. Diese Pläne wurden 2008 aufgegeben.